# مفاعل الماء فوق الحرج

مفاعل الماء فوق الحرج

مفاعل الماء فوق الحرج هو عبارة عن مفاعل من الجيل الرابع مصمم في الغالب على أنه مفاعل الماء الخفيف الذي يعمل تحت ضغط فوق الحرج (أي أكبر من 22,1 ميجا باسكال).

## مصطلح الحرج
يشير مصطلح الحرج إلى نقطة الماء الحرجة ويجب عدم الخلط بينه وبين مفهوم حرجية المفاعل النووي.

## آلية العمل
يصبح الماء الذي يتم تسخينه في قلب المفاعل سائلاً فوق الحرج أعلى من درجة الحرارة الحرجة البالغة 374 درجة مئوية حيث ينتقل من سائل يشبه الماء السائل إلى سائل يشبه البخار المشبع (والذي يمكن استخدامه في التوربينات البخارية) دون المرور عبر مرحلة متميزة من انتقال الغليان.
في المقابل تحتوي مفاعلات الماء المضغوط على حلقة تبريد أولية للمياه السائلة عند ضغط دون حرج وتنقل الحرارة من قلب المفاعل إلى حلقة تبريد ثانوية حيث يتم إنتاج البخار. 
تعمل مفاعلات الماء المغلي في ضغوط أقل مع عملية الغليان لتوليد البخار الذي يحدث في قلب المفاعل.
مولد البخار فوق الحرج هو تقنية مجربة حيث يعتبر تطوير أنظمة مفاعل الماء فوق الحرج بمثابة تقدم واعد لمحطات الطاقة النووية نظرا لكفائتها الحرارية العالية (حوالي 45٪ مقابل 33٪ تقريبا بالنسبة لمحطات الطاقة المنخفضة) وتصميم أبسط. 
اعتبارا من عام 2012 تم التحقيق في هذا المفهوم بواسطة 32 منظمة في 13 دولة.